# 劉雪文
劉雪文（英語：Michelle Liu），為著名音樂家劉元生女兒，也是劉仁政孫女，同時是百家寶集團創辦人、董事長及首席執行官。
她畢業於加拿大英屬哥倫比亞大學主修市場營銷。也曾開辦幼兒音樂學院，她育有一女。

## 外部連結
- 百家寶集團
- 親子樂園 劉雪文 東周刊（页面存档备份，存于）